# معتمدية تاجروين
معتمدية تاجروين إحدى معتمديات الجمهورية التونسية، تابعة لولاية الكاف.